# Giuseppe Garbarino
Giuseppe Garbarino (Portofino, 1º dicembre 1937) è un clarinettista, compositore e direttore d'orchestra italiano.

## Carriera
Si diploma con lode in clarinetto nel 1960 al Conservatorio Paganini di Genova, e nel 1972 in composizione col massimo dei voti al Conservatorio Boito di Parma, dove è allievo di Bruno Bettinelli.
È vincitore nel 1963 del Concorso internazionale di Ginevra e primo clarinetto del Teatro alla Scala di Milano dal 1966 al 1973.
Dal 1969 al 1976 si dedica a un lungo lavoro sulla ricerca e catalogazione del materiale multifonico del clarinetto. Il lavoro, che nasce in risposta alle sollecitazioni della ricerca musicale d'avanguardia di quegli anni, vengono pubblicati due volumi: "Metodo per Clarinetto" edizioni Suvini-Zerboni (Milano, 1978) e "Il Clarinetto - Emissione e tecnica" edizioni Ricordi (Milano, 1980) suscitando l'interesse dei maggiori compositori dell'epoca.
Dal 1970 al 1990, è docente di musica da camera per strumenti a fiato al Conservatorio “G. Verdi” di Milano, formando generazioni di musicisti che negli anni occuperanno posti di primo piano nelle maggiori orchestre italiane e all'estero.
Nel 1972 riceve l'invito dall'Accademia Chigiana a tenere, per la prima volta a Siena, una cattedra di alto perfezionamento musicale per il clarinetto.
Nel 1973 fonda e dirige l'Ensemble Garbarino, che dopo il debutto alla Scala di Milano (1976) diventa in pochi anni strumento primario in ambito europeo per la divulgazione della Nuova Musica. A seguito del suo impegno attivo a favore della diffusione della musica contemporanea, nel 1985 viene eletto Presidente della SIMC, sezione italiana della Society for Contemporary Music (ISCM).
Nel 1983 fonda l'Orchestra Sammartini di Milano, con il proposito di riproporre il raro repertorio sinfonico italiano delle origini e quello dell'Ottocento vocale e strumentale italiano estraneo al melodramma. Successivamente, nel 1984, fonda l'Orchestra da Camera di Fiesole (Firenze). In seguito, dal 1989 al 2003, è docente dell'Orchestra Giovanile del Corso di Alto perfezionamento di Saluzzo (I Filarmonici di Torino). Nel 1994 tiene un corso di “Musica italiana del 900” alla European Mozart Foundation di Cracovia (Polonia) diretta da Krzysztof Pendereki. L'ostinata curiosità a cimentarsi con i più svariati repertori, lo portano a sperimentare i più singolari programmi e a scoprire nuovi orizzonti musicali. Forte passione, determinazione, legate ad una crescente esperienza, si declinano in seguito nella direzione d'orchestra. In Italia ha diretto programmi sinfonici presso i diversi Teatri, oltre che le Orchestre Sinfoniche della RAI di Milano e di Torino, all’estero la Filarmonica Nacional de Espana, a Parigi al Teatro dei Champs Elysees l’Orchestra Pasdeloup, a Zagabria la Filarmonica, a Sofia alla “Sal Bulgaria” l’Orchestra della Radio. Nel 1991 nasce un sodalizio fra “Settembre Musica “ di Torino e L'Orchestra Toscanini di Parma con lo scopo di realizzare una scelta di programmi di nuova musica da divulgare all'estero. Garbarino, direttore ospite, in quell'occasione, può disporre di uno sceltissimo gruppo di musicisti dirigendo ben tre programmi di nuova musica italiana. Il progetto viene presentato a A New York (1991) in collaborazione con l'Ambasciata italiana, nel 1993 ad Atene presso l'Aula Magna dell'università e nel 1994 a Parigi al Centre Pomidou. Dal 1989 l'Ente Arena di Verona gli affida un nuovo incarico: il Festival “Maggio della musica contemporanea” al Teatro Filarmonico. Garbarino vi dirige nuove produzioni sinfoniche e balletti come Il Mandarino meraviglioso di Béla Bartók (coreografia di Pistoni del Teatro alla Sala di Milano), Arcana di Edgard Varèse, La Follia d’Orlando di Goffredo Petrassi, Jeux di Claude Debussy, oltre a la Messa e la Sinfonia dei Salmi di Igor Stravinskij, oltre a brani di Luigi Dallapiccola, Francesco Malipiero, Paul Hindemith, Francesco Donatoni, Arnold Schönberg, Alban Berg, Nicolò Castiglioni, Bruno Maderna, Luigi Nono, Giacinto Scelsi. Presenta inoltre programmi classici tra cui una tournée col Requiem di Mozart fino al 1996.
Per ‍la ‍rilevante ‍attività ‍di ‍solista ‍ha ‍ricevuto ‍vari ‍premi ‍nazionali, ‍tra i quali ‍il ‍“Diapason ‍d'oro” ‍della ‍Rai ‍(1971) ‍e ‍“Il ‍Viotti ‍d'oro” ‍a ‍Vercelli ‍(1980).